# Haplochromis retrodens
Haplochromis retrodens es una especie de peces de la familia Cichlidae en el orden de los Perciformes.

## Morfología
Los machos pueden llegar alcanzar los 14,4 cm de longitud total.

## Alimentación
Comía principalmente moluscos (Lamellibranchiata, sobre todo) y, en segundo término, insectos (en particular, Ephemeroptera, Trichoptera y Chironomidae) y crustáceos.

## Hábitat
Vivía en zonas de clima tropical  entre 24 °C-27 °C de temperatura.

## Distribución geográfica
Se encontraba en el lago Victoria.   